# Sanatório de Valongo
O Sanatório de Valongo, oficialmente denominado de Sanatório de Montalto ou Sanatório de Monte Alto, foi um estabelecimento de saúde para tratamento de tuberculosos situado na antiga freguesia de São Pedro da Cova, no Município de Gondomar, em Portugal. Apesar da sua localização, é mais conhecido como Sanatório de Valongo. O sanatório funcionou apenas durante um curto período, tendo sido inaugurado em 1958 e encerrado em 1975, entrando depois num profundo estado de degradação. Em 1998 e 2001, foram feitas propostas no sentido de transformar o edifício numa pousada da juventude, mas foram ambas rejeitadas no parlamento.

## Descrição

### Localização e composição
O Sanatório está situado em São Pedro da Cova, no concelho de Gondomar, na região Norte de Portugal. O seu edifício apresenta grandes dimensões, com uma área aproximada de 88 mil m², tendo sido construído com vista a albergar cerca de 300 pacientes. Devido às suas dimensões, é considerado um dos edifícios mais imponentes do seu tipo em Portugal. O edifício foi desenhado pelo arquitecto José Júlio de Brito, que também foi responsável por outras estruturas proeminentes na cidade do Porto, como o Coliseu ou o Teatro Rivoli. O complexo do sanatório, que ocupava nove hectares, também incluía uma escola, uma lavandaria, um reservatório de água, e uma capela dedicada a Nossa Senhora dos Enfermos.

### Conservação
Em 2018 o complexo do sanatório estava muito degradado, tendo todo o recheio dos edifícios sido roubado ou entulhado no exterior dos mesmos. As árvores em redor do edifício principal também estavam queimadas, resultado dos diversos incêndios que ocorreram no local.

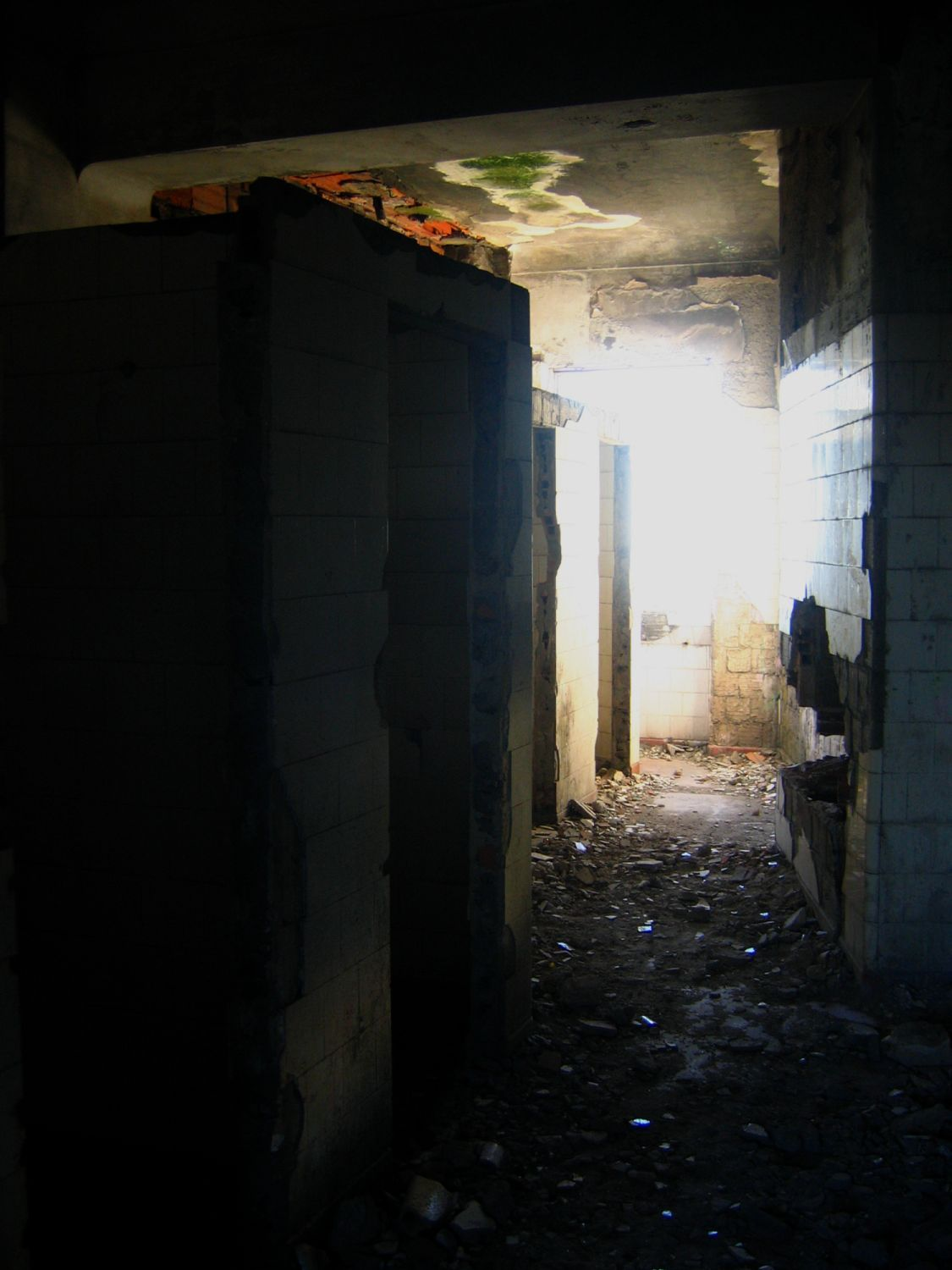
Interior do sanatório, em 2008.

## História

### Planeamento e inauguração
A instalação do Sanatório de Valongo inseriu-se no âmbito de uma fase da história da saúde em Portugal, durante a qual o governo empreendeu a construção de vários estabelecimentos especializados para combater a tuberculose, doença que então assolava o país. Este período iniciou-se em 1899, com a fundação do Instituto Nacional de Assistência aos Tuberculosos, que iniciou a construção de vários sanatórios em diversos pontos do território nacional. Em 1930, renovaram-se os esforços contra a tuberculose no Norte do país, com a criação da Assistência aos Tuberculosos do Norte de Portugal por António Elísio Lopes Rodrigues, tendo-se nessa altura começado a planear a construção de um sanatório que iria albergar os doentes naquela região, que fossem de menores recursos económicos. Foi escolhida a Serra de Santa Justa, onde o ar era mais saudável, além que ficava isolado dos centros urbanos, de forma a reduzir o risco de contágio.
Pouco depois, a família Sá doou um terreno na Serra de Santa Justa, permitindo a construção do edifício, cujas obras tiveram início em 1932. No entanto, os trabalhos estiveram suspensos por falta de financiamento, tendo sido retomados devido ao apoio das populações locais. Em 5 de Julho de 1940 a ATNP começou a construir a Casa de Nossa Senhora da Conceição, para apoiar os filhos dos pacientes do sanatório. Segundo o Diário Popular de 3 de Janeiro de 1956, já se estavam a fazer as obras de acabamento e o apetrechamento do sanatório, prevendo-se que estaria concluído durante o ano seguinte, e que teria capacidade para 350 camas. No entanto, as obras só foram concluídas em 1958. Outro motivo para o atraso dos trabalhos poderá ter sido a oposição por parte da Companhia das Minas de São Pedro da Cova à construção do edifício, porque estava a ser instalado no interior de uma zona destinada à exploração do carvão, a poucos quilómetros de distância das minas. Porém, na altura da inauguração do sanatório já a exploração mineira estava a entrar na sua fase final, acabando por encerrar em 1970. Alguns dos utentes do estabelecimento hospitalar foram os próprios trabalhadores das minas, que sofriam de doenças profissionais como a tuberculose e silicose. O Sanatório de Monte Alto foi inaugurado em 1 de Novembro de 1958, tendo sido o último inaugurado em Portugal. A cerimónia de inauguração incluiu um serviço religioso na Capela de Nossa Senhora dos Enfermos, o descerramento de uma lápide comemorativa, uma homenagem à Liga dos Combatentes da Primeira Grande Guerra, e foi concluída com um porto-de-honra oferecido pela direcção do sanatório. Durante a cerimónia também foi feito o processo de admissão e alojamento dos primeiros clientes, todos eles veteranos da Primeira Guerra Mundial. Apesar de ter sido planeado para três centenas de pacientes, a sua lotação inicial foi de apenas cinquenta camas, e durante o seu funcionamento chegou a albergar 350 pessoas.

### Declínio e encerramento
Nos inícios dos anos 70, começou-se a verificar um maior controle sobre a doença da tuberculose, que passou a ser combatida de forma diferente, através do sistema do ambulatório. Desta forma, os sanatórios deixaram de ter utilidade, e foram progressivamente abandonados ou passaram por um processo de readaptação para outros fins. No caso do Sanatório de Montalto, o processo de encerramento começou em 1972, devido ao reduzido número de doentes tuberculosos no Distrito do Porto. Nessa altura, o edifício já só tinha alguns pacientes, tendo sido pensada a sua adaptação como hospital psiquiátrico ou para os retornados do ultramar, que não chegou a avançar. Devido ao processo de encerramento do Sanatório, a Casa Nossa Senhora da Conceição deixou de funcionar num regime de internato, passando a apoiar apenas alunos externos. O edifício foi abandonado após a Revolução de 25 de Abril, altura em que saiu o último funcionário, embora só tenha sido oficialmente encerrado em 1975. Na sequência do seu encerramento, foi totalmente saqueado, sendo um dos principais motivos a sua ligação ao Estado Novo, já que foi maioritariamente construído e utilizado durante aquele regime. Esta ligação ao Estado Novo também teve um impacto negativo na recolha dos fundos, impossibilitando a realização de obras no edifício. Também foi utilizado como local de treinos pelos bombeiros e protecção civil, que faziam ali simulacros e destruíram algumas paredes. Posteriormente o sanatório foi utilizado em jogos de paintball e para sessões fotográficas, tendo sido igualmente ali praticadas várias cerimónias ligadas ao sobrenatural, como rituais. O edifício também foi atingido por vários incêndios, acentuando a sua degradação.

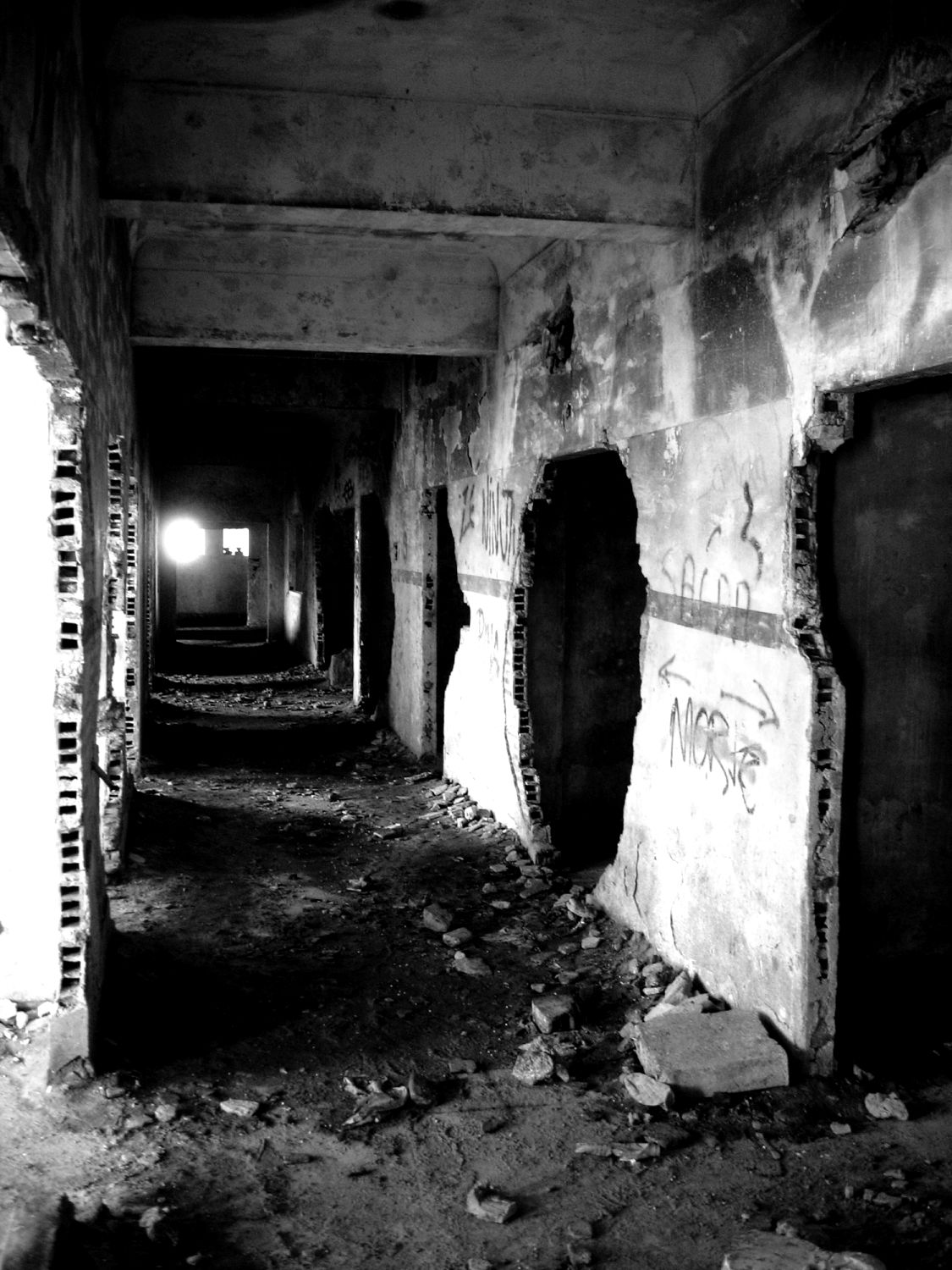
Corredor no interior do sanatório, em 2008.

### Recuperação
Em 3 de Dezembro de 1998, o Partido Comunista Português apresentou um conjunto de propostas para investimentos, como parte dos Encargos Gerais da Nação, incluindo a recuperação e transformação do Sanatório de Montalto numa pousada de juventude. Porém, estas propostas foram rejeitadas na Assembleia da República, devido à oposição do Partido Socialista, e com a abstenção do Partido Social Democrata e do Centro Democrático Social – Partido Popular. Em 22 de Novembro de 2001, o Partido Comunista Português apresentou uma proposta semelhante, mas que também não chegou a ser aprovada.
Em meados da década de 2010, a associação dos Assistência dos Tuberculosos no Norte de Portugal iniciou um programa para a conservação do complexo, tendo como fim a limpeza dos edifícios e dos espaços envolventes e a vedação das zonas mais perigosas, de forma a melhorar a imagem do sanatório e as condições de segurança aos visitantes, que normalmente vão até ao piso mais elevado, de onde se avista um vasto panorama até à cidade do Porto e à Vila do Conde. Nessa altura, os responsáveis pela associação, Carlos Pizarro e Claudio Alves, estavam a planear a reabilitação do complexo do sanatório, provavelmente através da sua readptação a uma unidade de turismo e de saúde, de forma a fomentar o emprego e servir a zona de Gondomar. Em 2016 estava prevista a realização de um estudo por parte do Instituto Superior de Engenharia do Porto, de forma a apurar qual seria a melhor utilização a dar ao edifício, e nessa altura estava a ser planeada uma candidatura ao programa Futuro 100.000 Árvores, em conjunto o Programa Rede Natura 2000. No entanto, o avançado estado de degradação do edifício impediu a realização de quaisquer iniciativas para a sua reabilitação, apesar do apoio por parte do município de Gondomar e da União das Freguesias de Fânzeres e São Pedro da Cova. Em Outubro de 2017, ocorreu um incêndio florestal na Serra de Santa Justa, que chegou a ameaçar o complexo do Sanatório de Valongo. Em Março de 2019, o Parque das Serras do Porto e a Câmara Municipal de Gondomar organizaram uma cerimónia de plantação de 118 árvores nativas perto do sanatório, no âmbito das comemorações do Dia Internacional das Florestas.